# Forestowo
Forestowo – osada w Polsce położona w województwie wielkopolskim, w powiecie szamotulskim, w gminie Ostroróg.
Pod koniec XIX wieku leśnictwo Forestowo wchodziło w skład Dobrojewa. Liczyło wtedy 1 dom i 6 mieszkańców.
W latach 1975–1998 miejscowość należała administracyjnie do województwa poznańskiego.
Na zachód od Forestowa przebiega żółty znakowany szlak pieszy z Ostroroga.